# Grattacieli più alti della Polonia

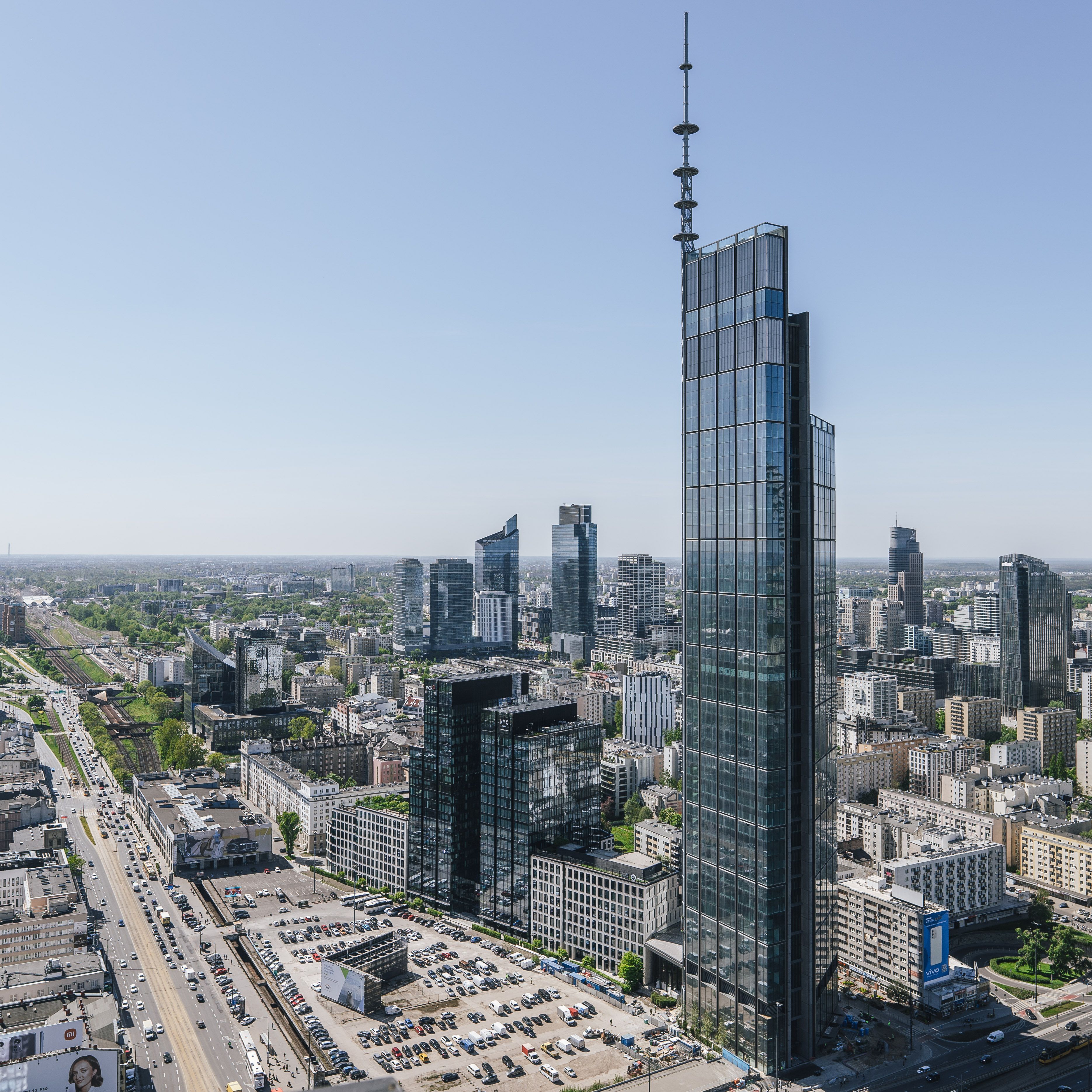
Varso, a Varsavia - edificio più alto della Polonia e dell'Unione Europea

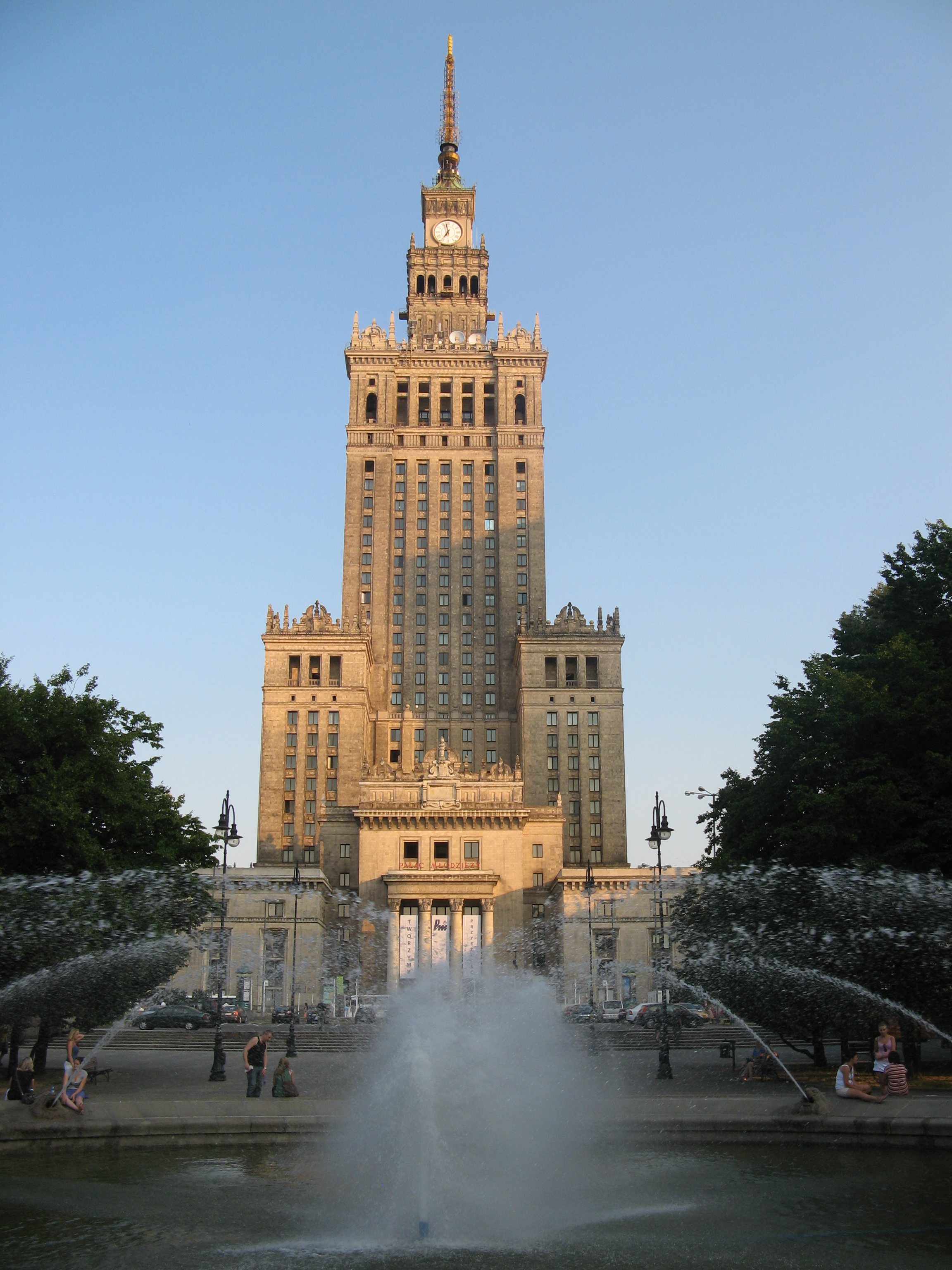
Palazzo della cultura e della scienza

Questo è un elenco degli edifici più alti della Polonia misurati per altezza architettonica. Attualmente l'edificio più alto del Paese è il grattacielo Varso con 310 metri.

## Edifici più alti
Questo elenco include gli edifici completati alti almeno 80 metri. La colonna "anno" indica l'anno in cui è stato completato l'edificio. 
| Posizione | Edificio                              | Città               | Altezza (metri) | Piani | Anno |
| --------- | ------------------------------------- | ------------------- | --------------- | ----- | ---- |
| 1.        | Varso                                 | Varsavia            | 310             | 53    | 2022 |
| 2.        | Palazzo della Cultura e della Scienza | Varsavia            | 237             | 42    | 1955 |
| 3.        | Warsaw Spire                          | Varsavia            | 220             | 49    | 2016 |
| 4.        | Sky Tower                             | Breslavia           | 212             | 51    | 2012 |
| 5.        | Warsaw Trade Tower                    | Varsavia            | 208             | 43    | 1999 |
| 6.        | Warsaw Unit                           | Varsavia            | 202             | 46    | 2021 |
| 7.        | Skyliner                              | Varsavia            | 195             | 45    | 2021 |
| 8.        | Q22                                   | Varsavia            | 195             | 47    | 2016 |
| 9.        | Złota 44                              | Varsavia            | 192             | 54    | 2012 |
| 10.       | Rondo 1                               | Varsavia            | 192             | 41    | 2006 |
| 11.       | Olivia Star                           | Danzica             | 180             | 35    | 2018 |
| 12.       | Centrum LIM                           | Varsavia            | 170             | 42    | 1989 |
| 13.       | Warsaw Financial Center               | Varsavia            | 165             | 34    | 1998 |
| 14.       | InterContinental Warsaw               | Varsavia            | 164             | 45    | 2004 |
| 15.       | Cosmopolitan Twarda 2/4               | Varsavia            | 160             | 46    | 2013 |
| 16.       | Oxford Tower                          | Varsavia            | 150             | 42    | 1979 |
| 17.       | Sea Towers                            | Gdynia              | 143             | 36    | 2009 |
| 18.       | Santuario di Nostra Signora di Licheń | Ślesin              | 142             | -     | 2004 |
| 19.       | Mennica Legacy Tower                  | Varsavia            | 141             | 34    | 2020 |
| 20.       | Generation Park                       | Varsavia            | 140             | 38    | 2021 |
| 21.       | Intraco I                             | Varsavia            | 138             | 39    | 1975 |
| 22.       | .KTW II                               | Katowice            | 134             | 31    | 2022 |
| 23.       | The Warsaw Hub                        | Varsavia            | 130             | 31    | 2020 |
| 24.       | Spektrum                              | Varsavia            | 128             | 30    | 2001 |
| 25.       | Pazim                                 | Stettino            | 128             | 22    | 1992 |
| 26.       | Altus                                 | Katowice            | 125             | 30    | 2002 |
| 27.       | Forest                                | Varsavia            | 120             | 30    | 2022 |
| 28.       | Łucka City                            | Varsavia            | 120             | 30    | 2004 |
| 29.       | Błękitny Wieżowiec                    | Varsavia            | 120             | 28    | 1991 |
| 30.       | Millennium Plaza                      | Varsavia            | 117             | 28    | 1999 |
| 31.       | ORCO Tower                            | Varsavia            | 116             | 26    | 1993 |
| 32.       | Novotel Warszawa Centrum              | Varsavia            | 111             | 33    | 1979 |
| 33.       | Cattedrale di Stettino                | Stettino            | 110             | -     | 2008 |
| 34.       | Akademik Kredka                       | Breslavia           | 110             | 23    | 1990 |
| 35.       | Santuario di Częstochowa              | Częstochowa         | 106             | 36    | 1906 |
| 36.       | Collegium Altum                       | Poznań              | 106             | 22    | 1991 |
| 37.       | Sede del Voivodato di Lubusz          | Gorzów Wielkopolski | 106             | 15    | 1986 |
| 38.       | Złote Tarasy                          | Varsavia            | 105             | 26    | 2007 |
| 39.       | Babka Tower                           | Varsavia            | 105             | 28    | 2002 |
| 40.       | Palazzo del Voivodato                 | Katowice            | 105             | 22    | 1985 |
| 41.       | Cracovia Business Center              | Cracovia            | 105             | 20    | 1998 |
| 42.       | Cattedrale di Łódź                    | Łódź                | 104             | -     | 1912 |
| 43.       | Global Office Park                    | Katowice            | 104             | 25    | 2023 |
| 44.       | Ilmet                                 | Varsavia            | 103             | 22    | 1997 |
| 45.       | Świętokrzyska 35                      | Varsavia            | 103             | 25    | 1969 |
| 46.       | Chiesa di Santa Maria a Chojna        | Chojna              | 103             | -     | 1854 |
| 47.       | Unity Tower                           | Cracovia            | 103             | 27    | 2020 |
| 48.       | Andersia Tower                        | Poznań              | 102             | 21    | 2007 |
| 49.       | Cattedrale di Świdnica                | Świdnica            | 101             | -     | 1565 |
| 50.       | Chiesa dell'Assunzione a Bielawa      | Bielawa             | 101             | -     | 1876 |
| 51.       | Hanza Tower                           | Stettino            | 100             | 30    | 2021 |
| 52.       | Organika Trade                        | Danzica             | 100             | 20    | 1980 |
| 53.       | Stalexport 1                          | Katowice            | 99              | 22    | 1981 |
| 54.       | Chiesa di San Giovanni a Stargard     | Stargard            | 99              | -     | 1464 |
| 55.       | Cattedrale di Breslavia               | Breslavia           | 98              | -     | 1272 |
| 56.       | PZU Tower                             | Varsavia            | 97              | 25    | 2000 |
| 57.       | Cattedrale di Elbląg                  | Elbląg              | 97              | -     | 1247 |
| 58.       | Prime Corporate Center                | Varsavia            | 96              | 23    | 2016 |
| 59.       | Basilica di Sant'Antonio a Rybnik     | Rybnik              | 96              | -     | 1906 |
| 60.       | Widok Towers                          | Varsavia            | 95              | 28    | 2020 |
| 61.       | Hotel Hilton                          | Varsavia            | 94              | 28    | 2007 |
| 62.       | North Gate                            | Varsavia            | 94              | 25    | 2008 |
| 63.       | The Westin Warsaw                     | Varsavia            | 94              | 22    | 2003 |
| 64.       | Bliska Wola Tower                     | Varsavia            | 92              | 27    | 2022 |
| 65.       | JM Tower                              | Varsavia            | 92              | 27    | 2011 |
| 66.       | Stalexport 2                          | Katowice            | 92              | 20    | 1981 |
| 67.       | Chiesa di San Bartolomeo a Gliwice    | Gliwice             | 92              | -     | 1911 |
| 68.       | Basilica di Sant'Elisabetta           | Breslavia           | 91              | -     | 1535 |
| 69.       | Unique Tower                          | Varsavia            | 91              | 30    | 2021 |
| 70.       | Poznań Financial Centre               | Poznań              | 91              | 19    | 2001 |

## Edifici in costruzione
Questa tabella elenca gli edifici che sono in costruzione in Polonia e che dovrebbero essere alti almeno 80 metri  Gli edifici approvati o proposti non sono inclusi in questa tabella. 
| Costruzione                       | Città     | Architettonico (m) | Piani | Est. completamento |
| --------------------------------- | --------- | ------------------ | ----- | ------------------ |
| The Bridge                        | Varsavia  | 174                | 42    | 2024               |
| Olszynki Park                     | Rzeszów   | 161                | 37    | 2023               |
| Quorum                            | Breslavia | 140                | 35    | 2023               |
| Liberty Tower                     | Varsavia  | 140                | 41    | 2023               |
| Upper One                         | Varsavia  | 132                | 34    | 2026               |
| Spark                             | Varsavia  | 130                | 30    | ?                  |
| Atal Olimpijska                   | Katowice  | 128                | 36    | 2025               |
| ATAL SKY+                         | Katowice  | 121                | 35    | 2024               |
| Silver Tower                      | Poznań    | 117                | 26    | 2025               |
| Nowy Rynek                        | Poznań    | 116                | 29    | ?                  |
| Towarowa Towers                   | Varsavia  | 105                | 29    | 2024               |
| Studio                            | Varsavia  | 102                | 26    | 2024               |
| Global Office Park B (Apartments) | Katowice  | 90                 | 25    | 2024               |